# Анна Саксонска (1567 – 1613)
Вижте пояснителната страница за други личности с името Анна Саксонска.
Анна Саксонска (на немски: Anna von Sachsen; * 18 ноември 1567, Дрезден; † 27 януари 1613, замък Фесте Кобург) от рода на Албертинските Ветини, е принцеса от Курфюрство Саксония и чрез женитба херцогиня на Саксония-Кобург.

## Живот
Дъщеря е на курфюрст Август от Саксония (1526 – 1586) и Анна Датска (1532 – 1585), дъщеря на крал Кристиан III от Дания.
Анна е сгодена на 6 май 1584 г. (тайно без разрешение на нейните родители) и се омъжва на 16 януари 1586 г. в Дрезден за херцог Йохан Казимир фон Саксония-Кобург (1564 – 1633) от фамилията на Ернестинските Ветини. За зестра Анна получава 30 000 талера и като вдовишко владение е определено господството Рьомхилд.
Херцог Йохан Казимир обича лова и отсъства дълго. Тя му изневерява с Улрих фон Лихтенщайн и той се развежда през 1593 г. Йохан Казимир ги арестува заедно с нейния любовник. Съдът в Йена ги осъжда на смърт с меч, но Йохан Казимир я затваря за 20 години, първо в Айзенах, до 1596 г. в манастир Зонефелд и след това до нейната смърт през 1613 г. в замък Фесте Кобург, понеже нейната фамилия не иска да я приеме. Тя е погребана в манастирската църква на Зонефелд. Нейната съдба е както на сестра ѝ Елизабет Саксонска.